# Film in 2016
Dit artikel gaat over films uitgebracht in het jaar 2016, filmfestivals en filmprijzen.

## Succesvolste films
De tien films uit 2016 die het meest opbrachten.
| Rang | Titel                                   | Distributeur         | Opbrengst wereldwijd |
| ---- | --------------------------------------- | -------------------- | -------------------- |
| 1    | Captain America: Civil War              | Walt Disney Pictures | $ 1.153.296.293      |
| 2    | Rogue One: A Star Wars Story            | Walt Disney Pictures | $ 1.056.057.273      |
| 3    | Finding Dory                            | Walt Disney Pictures | $ 1.028.570.889      |
| 4    | Zootropolis                             | Walt Disney Pictures | $ 1.023.784.195      |
| 5    | The Jungle Book                         | Walt Disney Pictures | $ 966.550.600        |
| 6    | The Secret Life of Pets                 | Universal Pictures   | $ 875.457.937        |
| 7    | Batman v Superman: Dawn of Justice      | Warner Bros.         | $ 873.260.194        |
| 8    | Fantastic Beasts and Where to Find Them | Warner Bros.         | $ 813.237.575        |
| 9    | Deadpool                                | 20th Century Fox     | $ 783.112.979        |
| 10   | Suicide Squad                           | Warner Bros.         | $ 745.600.054        |

## Filmprijzen
- Uitreiking 73e Golden Globe Awards: 10 januari
- Uitreiking 21e Critics' Choice Awards: 17 januari
- Uitreiking 6e Magritte du cinéma: 6 februari
- Uitreiking 21ste Prix Lumières: 8 februari
- Uitreiking 69e British Academy Film Awards: 14 februari
- Uitreiking 20e Satellite Awards: 21 februari
- Uitreiking 41ste Césars: 26 februari
- Uitreiking 36e Golden Raspberry Awards: 27 februari
- Uitreiking 31e Film Independent Spirit Awards: 27 februari
- Uitreiking 88ste Academy Awards: 28 februari
- Uitreiking 29e Europese Filmprijzen: 10 december
- Uitreiking 22e Critics' Choice Awards: 11 december

## Filmfestivals
- Sundance Film Festival: 21–31 januari
- International Film Festival Rotterdam: 27 januari – 7 februari
- Internationaal filmfestival van Göteborg: 29 januari – 8 februari
- Internationaal filmfestival van Berlijn: 11–21 februari
  - Uitreiking Gouden Beer
- Filmfestival van Cannes: 11–22 mei
  - Uitreiking Gouden Palm
- Internationaal filmfestival van Karlsbad: 1–9 juli
- Internationaal filmfestival van Locarno: 3–13 augustus
  - Uitreiking Gouden Luipaard
- Filmfestival van Sarajevo: 12–20 augustus
  - Uitreiking Hart van Sarajevo
- Filmfestival van Venetië: 31 augustus – 10 september
  - Uitreiking Gouden Leeuw
- Internationaal filmfestival van Toronto: 8–18 september
- Film by the Sea Vlissingen: 9–18 september
- Filmfestival Oostende: 9–17 september
  - Uitreiking Ensor
- Nederlands Film Festival, Utrecht: 21 september – 30 september
  - Uitreiking Gouden Kalf
- Film Fest Gent: 11–21 oktober

## Lijst van films
Films die in 2016 zijn uitgebracht en een lemma in de Nederlandstalige Wikipedia hebben:
| Verschijningsdatum | Titel                                                         | Land | Opmerking                                                              |
| ------------------ | ------------------------------------------------------------- | --- | ---------------------------------------------------------------------- |
| 1 januari 2016     | Kocan Kadar Konuş: Diriliş                                    | Turkije                                                                                                   |                                                                        |
| 1 januari 2016     | De Prinses op de Erwt: Een Modern Sprookje                    | Nederland                                                                                                 | Televisiefilm                                                          |
| 1 januari 2016     | Quo vado?                                                     | Italië |                                                                        |
| 3 januari 2016     | Je me tue à le dire                                           | België | Palm Springs International Film Festival                               |
| 5 januari 2016     | Arrête ton cinéma!                                            | Frankrijk                                                                                                 |                                                                        |
| 5 januari 2016     | Kung Fu Panda: Secrets of the Scroll                          | Verenigde Staten                                                                                          | Korte film                                                             |
| 5 januari 2016     | Les Premiers, les Derniers                                    | Frankrijk / België                                                                                        |                                                                        |
| 6 januari 2016     | Ride Along 2                                                  | Verenigde Staten                                                                                          | Miami                                                                  |
| 6 januari 2016     | Sous la peau                                                  | Frankrijk                                                                                                 |                                                                        |
| 7 januari 2016     | Friend Request                                                | Duitsland                                                                                                 |                                                                        |
| 8 januari 2016     | The Forest                                                    | Verenigde Staten                                                                                          |                                                                        |
| 12 januari 2016    | 13 Hours: The Secret Soldiers of Benghazi                     | Verenigde Staten                                                                                          |                                                                        |
| 13 januari 2016    | Inferno d'August Strindberg                                   | Frankrijk                                                                                                 |                                                                        |
| 13 januari 2016    | Tout schuss                                                   | Frankrijk                                                                                                 |                                                                        |
| 14 januari 2016    | The 5th Wave                                                  | Verenigde Staten                                                                                          |                                                                        |
| 14 januari 2016    | Norm of the North                                             | Verenigde Staten                                                                                          |                                                                        |
| 14 januari 2016    | Pattaya                                                       | Frankrijk                                                                                                 | Festival international du film de comédie de l'Alpe d'Huez             |
| 14 januari 2016    | La Vache                                                      | Frankrijk                                                                                                 | Festival international du film de comédie de l'Alpe d'Huez             |
| 15 januari 2016    | Encore heureux                                                | Frankrijk                                                                                                 | Festival international du film de comédie de l'Alpe d'Huez             |
| 15 januari 2016    | Joséphine s'arrondit                                          | Frankrijk                                                                                                 | Festival international du film de comédie de l'Alpe d'Huez             |
| 16 januari 2016    | Adopte un veuf                                                | Frankrijk                                                                                                 | Festival international du film de comédie de l'Alpe d'Huez             |
| 18 januari 2016    | SneekWeek                                                     | Nederland                                                                                                 | Amsterdam                                                              |
| 20 januari 2016    | Broer                                                         | België |                                                                        |
| 20 januari 2016    | Woezel en Pip: Op zoek naar de Sloddervos!                    | Nederland                                                                                                 |                                                                        |
| 21 januari 2016    | Belgica                                                       | België | Sundance Film Festival                                                 |
| 21 januari 2016    | Bibi & Tina: Mädchen gegen Jungs                              | Duitsland                                                                                                 |                                                                        |
| 21 januari 2016    | The Boy                                                       | Verenigde Staten                                                                                          |                                                                        |
| 21 januari 2016    | Gondolj rám                                                   | Hongarije                                                                                                 |                                                                        |
| 21 januari 2016    | Lída Baarová                                                  | Tsjechië                                                                                                  |                                                                        |
| 21 januari 2016    | Other People                                                  | Verenigde Staten                                                                                          | Sundance Film Festival                                                 |
| 21 januari 2016    | Pride and Prejudice and Zombies                               | Verenigde Staten                                                                                          | Los Angeles                                                            |
| 22 januari 2016    | Between Sea and Land                                          | Colombia                                                                                                  | Sundance Film Festival                                                 |
| 22 januari 2016    | Dirty Grandpa                                                 | Verenigde Staten                                                                                          |                                                                        |
| 22 januari 2016    | Goat                                                          | Verenigde Staten                                                                                          | Sundance Film Festival                                                 |
| 22 januari 2016    | Morris from America                                           | Verenigde Staten                                                                                          | Sundance Film Festival                                                 |
| 22 januari 2016    | Swiss Army Man                                                | Verenigde Staten                                                                                          | Sundance Film Festival                                                 |
| 22 januari 2016    | Wiener-Dog                                                    | Verenigde Staten                                                                                          | Sundance Film Festival                                                 |
| 23 januari 2016    | Captain Fantastic                                             | Verenigde Staten                                                                                          | Sundance Film Festival                                                 |
| 23 januari 2016    | Christine                                                     | Verenigde Staten                                                                                          | Sundance Film Festival                                                 |
| 23 januari 2016    | Kung Fu Panda 3                                               | Verenigde Staten / China                                                                                  |                                                                        |
| 23 januari 2016    | Love and Friendship                                           | Verenigde Staten / Ierland                                                                                | Sundance Film Festival                                                 |
| 23 januari 2016    | Manchester by the Sea                                         | Verenigde Staten                                                                                          | Sundance Film Festival                                                 |
| 23 januari 2016    | Tallulah                                                      | Verenigde Staten                                                                                          | Sundance Film Festival                                                 |
| 23 januari 2016    | White Girl                                                    | Verenigde Staten                                                                                          | Sundance Film Festival                                                 |
| 23 januari 2016    | Aquí no ha pasado nada (Much Ado About Nothing)               | Chili | Sundance Film Festival                                                 |
| 24 januari 2016    | Certain Women                                                 | Verenigde Staten                                                                                          | Sundance Film Festival                                                 |
| 24 januari 2016    | Joshy                                                         | Verenigde Staten                                                                                          | Sundance Film Festival                                                 |
| 24 januari 2016    | Southside With You                                            | Verenigde Staten                                                                                          | Sundance Film Festival                                                 |
| 24 januari 2016    | Spa Night                                                     | Verenigde Staten                                                                                          | Sundance Film Festival                                                 |
| 24 januari 2016    | Brahman Naman                                                 | Verenigd Koninkrijk / India                                                                               | Sundance Film Festival                                                 |
| 24 januari 2016    | Mammal                                                        | Ierland / Luxemburg / Nederland                                                                           | Sundance Film Festival                                                 |
| 24 januari 2016    | Tickled                                                       | Nieuw-Zeeland                                                                                             | Sundance Film Festival (documentaire)                                  |
| 24 januari 2016    | Wild                                                          | Duitsland                                                                                                 | Sundance Film Festival                                                 |
| 25 januari 2016    | As You Are                                                    | Verenigde Staten                                                                                          | Sundance Film Festival                                                 |
| 25 januari 2016    | The Birth of a Nation                                         | Verenigde Staten                                                                                          | Sundance Film Festival Winnaar U.S. Grand Jury Prize: Dramatic         |
| 25 januari 2016    | Lovesong                                                      | Verenigde Staten                                                                                          | Sundance Film Festival                                                 |
| 25 januari 2016    | Dobra zena (A Good Wife)                                      | Servië / Bosnië en Herzegovina / Kroatië                                                                  | Sundance Film Festival                                                 |
| 25 januari 2016    | Sufat chol (Sand Storm)                                       | Israël | Sundance Film Festival Winnaar World Cinema Grand Jury Prize: Dramatic |
| 26 januari 2016    | Dad's Army                                                    | Verenigd Koninkrijk                                                                                       | Londen                                                                 |
| 26 januari 2016    | Equity                                                        | Verenigde Staten                                                                                          | Sundance Film Festival                                                 |
| 26 januari 2016    | The Free World                                                | Verenigde Staten                                                                                          | Sundance Film Festival                                                 |
| 26 januari 2016    | Les Innocentes                                                | Frankrijk / Polen                                                                                         | Sundance Film Festival                                                 |
| 26 januari 2016    | The Intervention                                              | Verenigde Staten                                                                                          | Sundance Film Festival                                                 |
| 28 januari 2016    | Brasserie Valentijn                                           | Nederland                                                                                                 |                                                                        |
| 28 januari 2016    | Diamant noir                                                  | Frankrijk / België                                                                                        | Festival Premiers Plans d'Angers                                       |
| 28 januari 2016    | Fifty Shades of Black                                         | Verenigde Staten                                                                                          |                                                                        |
| 29 januari 2016    | Despite the Falling Snow                                      | Verenigd Koninkrijk                                                                                       |                                                                        |
| 29 januari 2016    | Jane Got a Gun                                                | Verenigde Staten                                                                                          |                                                                        |
| 29 januari 2016    | Yarden (The Yard)                                             | Zweden | Internationaal filmfestival van Göteborg                               |
| 1 februari 2016    | Hail, Caesar!                                                 | Verenigd Koninkrijk / Verenigde Staten                                                                    | Los Angeles                                                            |
| 3 februari 2016    | Chocolat                                                      | Frankrijk                                                                                                 |                                                                        |
| 8 februari 2016    | Deadpool                                                      | Verenigde Staten                                                                                          | Le Grand Rex, Parijs                                                   |
| 8 februari 2016    | The Mermaid                                                   | China |                                                                        |
| 10 februari 2016   | Zootropolis                                                   | Verenigde Staten                                                                                          | Animatiefilm                                                           |
| 10 februari 2016   | Achter de wolken                                              | België |                                                                        |
| 11 februari 2016   | Perfetti sconosciuti                                          | Italië |                                                                        |
| 11 februari 2016   | Zoolander 2                                                   | Verenigde Staten                                                                                          |                                                                        |
| 12 februari 2016   | How to Be Single                                              | Verenigde Staten                                                                                          |                                                                        |
| 12 februari 2016   | Inhebbek Hedi                                                 | Tunesië / België                                                                                          | Internationaal filmfestival van Berlijn                                |
| 12 februari 2016   | Boris sans Béatrice                                           | Canada | Internationaal filmfestival van Berlijn                                |
| 12 februari 2016   | Kater                                                         | Oostenrijk                                                                                                | Internationaal filmfestival van Berlijn                                |
| 12 februari 2016   | Mãe só há uma (Don't Call Me Son)                             | Brazilië                                                                                                  | Internationaal filmfestival van Berlijn                                |
| 12 februari 2016   | Midnight Special                                              | Verenigde Staten                                                                                          | Internationaal filmfestival van Berlijn                                |
| 13 februari 2016   | L'Avenir                                                      | Frankrijk / Duitsland                                                                                     | Internationaal filmfestival van Berlijn                                |
| 13 februari 2016   | Fuocoammare (Fire at Sea)                                     | Italië / Frankrijk                                                                                        | Internationaal filmfestival van Berlijn Winnaar Gouden Beer            |
| 13 februari 2016   | Kurîpî (Creepy)                                               | Japan | Internationaal filmfestival van Berlijn                                |
| 14 februari 2016   | Quand on a 17 ans                                             | Frankrijk                                                                                                 | Internationaal filmfestival van Berlijn                                |
| 14 februari 2016   | 24 Wochen                                                     | Duitsland                                                                                                 | Internationaal filmfestival van Berlijn                                |
| 14 februari 2016   | Cartas da Guerra                                              | Portugal                                                                                                  | Internationaal filmfestival van Berlijn                                |
| 14 februari 2016   | A Quiet Passion                                               | Verenigd Koninkrijk / België                                                                              | Internationaal filmfestival van Berlijn                                |
| 15 februari 2016   | Smrt u Sarajevu (Mort à Sarajevo)                             | Frankrijk / Bosnië en Herzegovina                                                                         | Internationaal filmfestival van Berlijn Winnaar Zilveren Beer          |
| 16 februari 2016   | Théo et Hugo dans le même bateau                              | Frankrijk                                                                                                 | Internationaal filmfestival van Berlijn                                |
| 16 februari 2016   | Genius                                                        | Verenigd Koninkrijk / Verenigde Staten                                                                    | Internationaal filmfestival van Berlijn                                |
| 16 februari 2016   | Nunca vas a estar solo (You'll Never Be Alone)                | Chili | Internationaal filmfestival van Berlijn                                |
| 16 februari 2016   | Soy Nero                                                      | Duitsland / Frankrijk / Mexico                                                                            | Internationaal filmfestival van Berlijn                                |
| 16 februari 2016   | Triple 9                                                      | Verenigde Staten                                                                                          | Los Angeles                                                            |
| 16 februari 2016   | Vanitas                                                       | België |                                                                        |
| 17 februari 2016   | Kollektivet                                                   | Denemarken / Zweden / Nederland                                                                           | Internationaal filmfestival van Berlijn                                |
| 17 februari 2016   | Des Nouvelles de la planète Mars                              | Frankrijk / België                                                                                        | Internationaal filmfestival van Berlijn                                |
| 17 februari 2016   | Les Naufragés                                                 | Frankrijk                                                                                                 |                                                                        |
| 17 februari 2016   | Zero Days                                                     | Verenigde Staten                                                                                          | Internationaal filmfestival van Berlijn                                |
| 18 februari 2016   | Familieweekend                                                | Nederland                                                                                                 |                                                                        |
| 18 februari 2016   | Hele Sa Hiwagang Hapis (A Lullaby to the Sorrowful Mystery)   | Filipijnen / Singapore                                                                                    | Internationaal filmfestival van Berlijn                                |
| 19 februari 2016   | Ejhdeha Vared Mishavad! (A Dragon Arrives!)                   | Iran | Internationaal filmfestival van Berlijn                                |
| 19 februari 2016   | Zjednoczone Stany Miłości (United States of Love)             | Polen / Zweden                                                                                            | Internationaal filmfestival van Berlijn                                |
| 19 februari 2016   | Saint Amour                                                   | Frankrijk / België                                                                                        | Internationaal filmfestival van Berlijn                                |
| 19 februari 2016   | Risen                                                         | Verenigde Staten                                                                                          |                                                                        |
| 21 februari 2016   | Kedi                                                          | Turkije                                                                                                   | Documentairefilm over de straatkatten van Istanboel                    |
| 24 februari 2016   | Gods of Egypt                                                 | Verenigde Staten / Australië                                                                              | New York                                                               |
| 24 februari 2016   | Grimsby                                                       | Verenigd Koninkrijk / Verenigde Staten                                                                    |                                                                        |
| 24 februari 2016   | The Other Side of the Door                                    | Verenigd Koninkrijk / Verenigde Staten / India                                                            |                                                                        |
| 25 februari 2016   | Knielen op een bed violen                                     | Nederland                                                                                                 |                                                                        |
| 26 februari 2016   | Eddie the Eagle                                               | Verenigd Koninkrijk / Verenigde Staten                                                                    |                                                                        |
| 2 maart 2016       | London Has Fallen                                             | Verenigde Staten                                                                                          |                                                                        |
| 3 maart 2016       | Flaskepost fra P                                              | Denemarken / Duitsland / Zweden / Noorwegen                                                               |                                                                        |
| 8 maart 2016       | 10 Cloverfield Lane                                           | Verenigde Staten                                                                                          | New York                                                               |
| 9 maart 2016       | The Divergent Series: Allegiant                               | Verenigde Staten                                                                                          |                                                                        |
| 10 maart 2016      | Rokjesdag                                                     | Nederland                                                                                                 |                                                                        |
| 11 maart 2016      | Everybody Wants Some!!                                        | Verenigde Staten                                                                                          | South by Southwest Film Festival                                       |
| 12 maart 2016      | Hush                                                          | Verenigde Staten                                                                                          | South by Southwest Film Festival                                       |
| 12 maart 2016      | In a Valley of Violence                                       | Verenigde Staten                                                                                          | South by Southwest Film Festival                                       |
| 12 maart 2016      | Don't Breathe                                                 | Verenigde Staten                                                                                          | South by Southwest Film Festival                                       |
| 13 maart 2016      | Don't Think Twice                                             | Verenigde Staten                                                                                          | South by Southwest Film Festival                                       |
| 14 maart 2016      | Sausage Party                                                 | Verenigde Staten                                                                                          | South by Southwest Film Festival                                       |
| 16 maart 2016      | Au nom de ma fille                                            | Frankrijk / Duitsland                                                                                     |                                                                        |
| 19 maart 2016      | Batman v Superman: Dawn of Justice                            | Verenigde Staten                                                                                          | Mexico-Stad                                                            |
| 19 maart 2016      | Mommy's Little Girl                                           | Canada |                                                                        |
| 20 maart 2016      | Ice Age: The Great Egg-Scapade                                | Verenigde Staten / Canada                                                                                 | Televisiefilm, korte film                                              |
| 24 maart 2016      | De Helleveeg                                                  | Nederland                                                                                                 |                                                                        |
| 29 maart 2016      | The Huntsman: Winter's War                                    | Verenigde Staten                                                                                          | Hamburg                                                                |
| 4 april 2016       | The Jungle Book                                               | Verenigde Staten                                                                                          | Hollywood                                                              |
| 5 april 2016       | Criminal                                                      | Verenigde Staten / Verenigd Koninkrijk                                                                    | Tel Aviv                                                               |
| 7 april 2016       | Before I Wake                                                 | Verenigde Staten                                                                                          |                                                                        |
| 8 april 2016       | Julieta                                                       | Spanje |                                                                        |
| 12 april 2016      | Captain America: Civil War                                    | Verenigde Staten                                                                                          | Hollywood                                                              |
| 13 april 2016      | Mother's Day                                                  | Verenigde Staten                                                                                          |                                                                        |
| 14 april 2016      | I Am Wrath                                                    | Verenigde Staten                                                                                          |                                                                        |
| 16 april 2016      | Youth in Oregon                                               | Verenigde Staten                                                                                          | Tribeca Film Festival                                                  |
| 18 april 2016      | Lavender                                                      | Verenigde Staten / Canada                                                                                 | Tribeca Film Festival                                                  |
| 23 april 2016      | Florence Foster Jenkins                                       | Frankrijk / Verenigd Koninkrijk                                                                           | Filmfestival van Belfast                                               |
| 25 april 2016      | Un homme à la hauteur                                         | Frankrijk                                                                                                 | COLCOA                                                                 |
| 26 april 2016      | Bad Neighbours 2                                              | Verenigde Staten                                                                                          |                                                                        |
| 29 april 2016      | Ratchet & Clank                                               | Verenigde Staten / Canada                                                                                 | Animatiefilm                                                           |
| 1 mei 2016         | The Angry Birds Movie                                         | Verenigde Staten / Finland                                                                                | Berlijn                                                                |
| 1 mei 2016         | Our Kind of Traitor                                           | Verenigd Koninkrijk                                                                                       | Internationaal filmfestival van San Francisco                          |
| 9 mei 2016         | X-Men: Apocalypse                                             | Verenigde Staten                                                                                          | Londen                                                                 |
| 10 mei 2016        | Alice Through the Looking Glass                               | Verenigde Staten                                                                                          | Londen                                                                 |
| 11 mei 2016        | Café Society                                                  | Verenigde Staten                                                                                          | Filmfestival van Cannes (openingsfilm)                                 |
| 12 mei 2016        | Fai bei sogni                                                 | Italië / Frankrijk                                                                                        | Filmfestival van Cannes Quinzaine des réalisateurs                     |
| 12 mei 2016        | Rester vertical                                               | Frankrijk                                                                                                 | Filmfestival van Cannes                                                |
| 12 mei 2016        | Money Monster                                                 | Verenigde Staten                                                                                          | Filmfestival van Cannes                                                |
| 12 mei 2016        | Sieranevada                                                   | Roemenië / Frankrijk / Bosnië en Herzegovina / Kroatië / Macedonië                                        | Filmfestival van Cannes                                                |
| 12 mei 2016        | Victoria                                                      | Frankrijk                                                                                                 | Filmfestival van Cannes Semaine de la critique                         |
| 13 mei 2016        | Bu-san-haeng (Train to Busan)                                 | Zuid-Korea                                                                                                | Filmfestival van Cannes                                                |
| 13 mei 2016        | La Danseuse                                                   | Frankrijk / België                                                                                        | Filmfestival van Cannes Un certain regard                              |
| 13 mei 2016        | L'Economie du Couple                                          | Frankrijk / België                                                                                        | Filmfestival van Cannes Quinzaine des réalisateurs                     |
| 13 mei 2016        | Ma Loute                                                      | Frankrijk / Duitsland                                                                                     | Filmfestival van Cannes                                                |
| 13 mei 2016        | I, Daniel Blake                                               | Verenigd Koninkrijk                                                                                       | Filmfestival van Cannes Winnaar Gouden Palm                            |
| 13 mei 2016        | Neruda                                                        | Argentinië / Chili / Frankrijk / Spanje                                                                   | Filmfestival van Cannes Quinzaine des réalisateurs                     |
| 14 mei 2016        | The BFG                                                       | Verenigde Staten                                                                                          | Filmfestival van Cannes                                                |
| 14 mei 2016        | Fuchi ni tatsu (Harmonium)                                    | Japan / Frankrijk                                                                                         | Filmfestival van Cannes Un certain regard                              |
| 14 mei 2016        | Agasshi (아가씨) (The Handmaiden)                             | Zuid-Korea                                                                                                | Filmfestival van Cannes                                                |
| 14 mei 2016        | Bright Lights: Starring Carrie Fisher and Debbie Reynolds     | Verenigde Staten                                                                                          | Filmfestival van Cannes (documentaire)                                 |
| 14 mei 2016        | Grave                                                         | Frankrijk / België                                                                                        | Filmfestival van Cannes Semaine de la critique                         |
| 14 mei 2016        | La pazza gioia                                                | Italië | Filmfestival van Cannes Quinzaine des réalisateurs                     |
| 14 mei 2016        | Toni Erdmann                                                  | Duitsland / Oostenrijk                                                                                    | Filmfestival van Cannes                                                |
| 15 mei 2016        | Câini (Dogs)                                                  | Roemenië / Frankrijk / Bulgarije / Qatar                                                                  | Filmfestival van Cannes Un certain regard                              |
| 15 mei 2016        | Ma vie de courgette                                           | Zwitserland / Frankrijk                                                                                   | Filmfestival van Cannes Quinzaine des réalisateurs                     |
| 15 mei 2016        | Mal de pierres                                                | Frankrijk                                                                                                 | Filmfestival van Cannes                                                |
| 15 mei 2016        | American Honey                                                | Verenigd Koninkrijk / Verenigde Staten                                                                    | Filmfestival van Cannes                                                |
| 15 mei 2016        | The Nice Guys                                                 | Verenigde Staten                                                                                          | Filmfestival van Cannes                                                |
| 16 mei 2016        | The Do-Over                                                   | Verenigde Staten                                                                                          |                                                                        |
| 16 mei 2016        | Hell or High Water                                            | Verenigde Staten                                                                                          | Filmfestival van Cannes Un certain regard                              |
| 16 mei 2016        | Loving                                                        | Verenigde Staten / Verenigd Koninkrijk                                                                    | Filmfestival van Cannes                                                |
| 16 mei 2016        | Paterson                                                      | Verenigde Staten                                                                                          | Filmfestival van Cannes                                                |
| 16 mei 2016        | Les Vies de Thérèse                                           | Frankrijk                                                                                                 | Filmfestival van Cannes Quinzaine des réalisateurs                     |
| 17 mei 2016        | Personal Shopper                                              | Frankrijk                                                                                                 | Filmfestival van Cannes                                                |
| 17 mei 2016        | Aquarius                                                      | Brazilië                                                                                                  | Filmfestival van Cannes                                                |
| 18 mei 2016        | Ma' Rosa                                                      | Filipijnen                                                                                                | Filmfestival van Cannes                                                |
| 18 mei 2016        | La Fille inconnue                                             | België | Filmfestival van Cannes                                                |
| 18 mei 2016        | The Red Turtle                                                | Frankrijk / Japan                                                                                         | Filmfestival van Cannes Un certain regard                              |
| 19 mei 2016        | Bacalaureat (Graduation)                                      | Roemenië / Frankrijk                                                                                      | Filmfestival van Cannes                                                |
| 19 mei 2016        | Divines                                                       | Frankrijk                                                                                                 | Filmfestival van Cannes Quinzaine des réalisateurs                     |
| 19 mei 2016        | Hymyilevä mies (The Happiest Days in the Life of Olli Maki)   | Finland / Duitsland / Zweden                                                                              | Filmfestival van Cannes Un certain regard                              |
| 19 mei 2016        | Juste la fin du monde                                         | Canada / Frankrijk                                                                                        | Filmfestival van Cannes                                                |
| 19 mei 2016        | La Mort de Louis XIV                                          | Frankrijk / Spanje                                                                                        | Filmfestival van Cannes                                                |
| 19 mei 2016        | Warcraft                                                      | Verenigde Staten                                                                                          | Koeweit                                                                |
| 20 mei 2016        | The Last Face                                                 | Verenigde Staten                                                                                          | Filmfestival van Cannes                                                |
| 20 mei 2016        | The Neon Demon                                                | Denemarken                                                                                                | Filmfestival van Cannes                                                |
| 21 mei 2016        | Elle                                                          | Frankrijk / Duitsland                                                                                     | Filmfestival van Cannes                                                |
| 21 mei 2016        | Forushande (فروشنده) (The Salesman)                           | Iran / Frankrijk                                                                                          | Filmfestival van Cannes                                                |
| 22 mei 2016        | Teenage Mutant Ninja Turtles: Out of the Shadows              | Verenigde Staten                                                                                          | New York                                                               |
| 30 mei 2016        | Of ik gek ben                                                 | Nederland                                                                                                 | Eindhoven                                                              |
| 6 juni 2016        | Now You See Me 2                                              | Verenigde Staten                                                                                          | New York                                                               |
| 7 juni 2016        | The Conjuring 2                                               | Verenigde Staten                                                                                          | Hollywood                                                              |
| 8 juni 2016        | Finding Dory                                                  | Verenigde Staten                                                                                          | Hollywood                                                              |
| 8 juni 2016        | Lights Out                                                    | Verenigde Staten                                                                                          | LA Film Fest                                                           |
| 9 juni 2016        | Le Secret des banquises                                       | Frankrijk                                                                                                 | Festival du film de Cabourg                                            |
| 10 juni 2016       | Central Intelligence                                          | Verenigde Staten                                                                                          |                                                                        |
| 15 juni 2016       | Hillary's America: The Secret History of the Democratic Party | Verenigde Staten                                                                                          |                                                                        |
| 16 juni 2016       | The Secret Life of Pets (Huisdiergeheimen)                    | Verenigde Staten                                                                                          | Festival international du film d'animation d'Annecy                    |
| 19 juni 2016       | Ice Age: Collision Course                                     | Verenigde Staten                                                                                          | Filmfestival van Sidney                                                |
| 20 juni 2016       | Independence Day: Resurgence                                  | Verenigde Staten                                                                                          | Hollywood                                                              |
| 21 juni 2016       | The Shallows                                                  | Verenigde Staten                                                                                          | New York                                                               |
| 27 juni 2016       | The Legend of Tarzan                                          | Verenigde Staten                                                                                          | Hollywood                                                              |
| 29 juni 2016       | The Purge: Election Year                                      | Verenigde Staten                                                                                          |                                                                        |
| 1 juli 2016        | Anthropoid                                                    | Verenigde Staten / Tsjechië / Frankrijk                                                                   | Internationaal filmfestival van Karlsbad (openingsfilm)                |
| 1 juli 2016        | Absolutely Fabulous: The Movie                                | Verenigd Koninkrijk                                                                                       |                                                                        |
| 7 juli 2016        | Renesse                                                       | Nederland                                                                                                 |                                                                        |
| 7 juli 2016        | Star Trek: Beyond                                             | Verenigde Staten                                                                                          | Sydney                                                                 |
| 7 juli 2016        | Ernelláék Farkaséknál (It's Not The Time of My Life)          | Hongarije                                                                                                 | Internationaal filmfestival van Karlsbad Winnaar Kristallen Bol        |
| 9 juli 2016        | Ghostbusters                                                  | Verenigde Staten                                                                                          | Hollywood                                                              |
| 11 juli 2016       | Jason Bourne                                                  | Verenigde Staten                                                                                          | Londen                                                                 |
| 12 juli 2016       | Frantz                                                        | Frankrijk / Duitsland                                                                                     | Parijs                                                                 |
| 12 juli 2016       | Nerve                                                         | Verenigde Staten                                                                                          |                                                                        |
| 16 juli 2016       | Meester Kikker                                                | Nederland                                                                                                 |                                                                        |
| 21 juli 2016       | Snowden                                                       | Verenigde Staten                                                                                          | Comic-Con                                                              |
| 31 juli 2016       | Nine Lives (Meneer Pluizenbol)                                | Frankrijk                                                                                                 | Los Angeles                                                            |
| 1 augustus 2016    | Suicide Squad                                                 | Verenigde Staten                                                                                          | New York                                                               |
| 3 augustus 2016    | War Dogs                                                      | Verenigde Staten                                                                                          | New York                                                               |
| 4 augustus 2016    | Slava                                                         | Bulgarije / Griekenland                                                                                   | Internationaal filmfestival van Locarno                                |
| 5 augustus 2016    | The Whole Truth                                               | Verenigde Staten                                                                                          |                                                                        |
| 6 augustus 2016    | Hermia & Helena                                               | Verenigde Staten / Argentinië                                                                             | Internationaal filmfestival van Locarno                                |
| 7 augustus 2016    | Scarred Hearts                                                | Roemenië / Duitsland                                                                                      | Internationaal filmfestival van Locarno                                |
| 8 augustus 2016    | O Ornitólogo                                                  | Portugal / Frankrijk / Brazilië                                                                           | Internationaal filmfestival van Locarno                                |
| 8 augustus 2016    | Pete's Dragon                                                 | Verenigde Staten                                                                                          |                                                                        |
| 9 augustus 2016    | Ben-Hur                                                       | Verenigde Staten                                                                                          | Mexico Stad                                                            |
| 11 augustus 2016   | Godless (Bezbog)                                              | Bulgarije / Denemarken / Frankrijk                                                                        | Internationaal filmfestival van Locarno Winnaar Gouden Luipaard        |
| 12 augustus 2016   | Vincent                                                       | België / Frankrijk                                                                                        | Filmfestival van Locarno                                               |
| 22 augustus 2016   | Mechanic: Resurrection                                        | Frankrijk / Verenigde Staten                                                                              | Hollywood                                                              |
| 24 augustus 2016   | Noces                                                         | België / Pakistan / Luxemburg / Frankrijk                                                                 | Festival du film francophone d'Angoulême                               |
| 24 augustus 2016   | Souvenir                                                      | België / Luxemburg / Frankrijk                                                                            | Festival du film francophone d'Angoulême                               |
| 25 augustus 2016   | Radin!                                                        | Frankrijk                                                                                                 | Beauvais                                                               |
| 25 augustus 2016   | Tamara                                                        | Frankrijk                                                                                                 | Festival du film francophone d'Angoulême                               |
| 27 augustus 2016   | Il a déjà tes yeux                                            | Frankrijk                                                                                                 | Festival du film francophone d'Angoulême                               |
| 28 augustus 2016   | Everybody Happy                                               | België | Internationaal filmfestival van Montreal                               |
| 29 augustus 2016   | The Windmill Massacre                                         | Nederland                                                                                                 | FrightFest                                                             |
| 31 augustus 2016   | La La Land                                                    | Verenigde Staten                                                                                          | Filmfestival van Venetië                                               |
| 31 augustus 2016   | The Light Between Oceans                                      | Verenigde Staten / Verenigd Koninkrijk / Nieuw-Zeeland                                                    | Filmfestival van Venetië                                               |
| 31 augustus 2016   | Nocturama                                                     | Frankrijk                                                                                                 | Filmfestival van Venetië                                               |
| 1 september 2016   | Arrival                                                       | Verenigde Staten                                                                                          | Filmfestival van Venetië                                               |
| 1 september 2016   | Hounds of Love                                                | Australië                                                                                                 | Filmfestival van Venetië                                               |
| 2 september 2016   | Home                                                          | België | Filmfestival van Venetië                                               |
| 2 september 2016   | King of the Belgians                                          | België / Nederland / Bulgarije                                                                            | Filmfestival van Venetië                                               |
| 2 september 2016   | Moonlight                                                     | Verenigde Staten                                                                                          | Filmfestival van Telluride                                             |
| 2 september 2016   | Maudie                                                        | Ierland / Canada                                                                                          | Filmfestival van Telluride                                             |
| 2 september 2016   | Nocturnal Animals                                             | Verenigde Staten                                                                                          | Filmfestival van Venetië                                               |
| 2 september 2016   | The 9th Life of Louis Drax                                    | Canada / Verenigde Staten / Verenigd Koninkrijk                                                           |                                                                        |
| 2 september 2016   | Sully                                                         | Verenigde Staten                                                                                          | Filmfestival van Telluride                                             |
| 2 september 2016   | Una                                                           | Verenigd Koninkrijk                                                                                       | Filmfestival van Telluride                                             |
| 3 september 2016   | Brimstone                                                     | Nederland / Verenigde Staten                                                                              | Filmfestival van Venetië                                               |
| 3 september 2016   | Réparer les vivants                                           | Frankrijk / België                                                                                        | Filmfestival van Venetië                                               |
| 4 september 2016   | Hacksaw Ridge                                                 | Australië / Verenigde Staten                                                                              | Filmfestival van Venetië                                               |
| 5 september 2016   | Adios Amigos                                                  | Nederland / België                                                                                        |                                                                        |
| 5 september 2016   | Bridget Jones's Baby                                          | Verenigde Staten / Verenigd Koninkrijk / Frankrijk                                                        | Londen                                                                 |
| 5 september 2016   | Piuma                                                         | Italië | Filmfestival van Venetië                                               |
| 6 september 2016   | Hard Target 2                                                 | Verenigde Staten                                                                                          |                                                                        |
| 6 september 2016   | Une vie                                                       | Frankrijk / België                                                                                        | Filmfestival van Venetië                                               |
| 7 september 2016   | Jackie                                                        | Verenigde Staten / Chili / Frankrijk                                                                      | Filmfestival van Venetië                                               |
| 7 september 2016   | Planetarium                                                   | Frankrijk / Verenigde Staten                                                                              | Filmfestival van Venetië                                               |
| 8 september 2016   | The Magnificent Seven                                         | Verenigde Staten                                                                                          | Filmfestival van Venetië                                               |
| 8 september 2016   | Questi giorni                                                 | Italië | Filmfestival van Venetië                                               |
| 8 september 2016   | Sameblod (Sami Blood)                                         | Zweden / Noorwegen / Denemarken                                                                           | Filmfestival van Venetië                                               |
| 9 september 2016   | Ang babaeng humayo (The Woman Who Left)                       | Filipijnen                                                                                                | Filmfestival van Venetië Winnaar Gouden Leeuw                          |
| 9 september 2016   | A Monster Calls                                               | Spanje / Verenigde Staten                                                                                 | Internationaal filmfestival van Toronto                                |
| 9 september 2016   | Colossal                                                      | Canada / Spanje                                                                                           | Internationaal filmfestival van Toronto                                |
| 9 september 2016   | The Disappointments Room                                      | Verenigde Staten                                                                                          |                                                                        |
| 9 september 2016   | A United Kingdom                                              | Verenigd Koninkrijk                                                                                       | Internationaal filmfestival van Toronto                                |
| 9 september 2016   | Before the Flood                                              | Verenigde Staten                                                                                          | Internationaal filmfestival van Toronto                                |
| 10 september 2016  | Layla M.                                                      | Nederland                                                                                                 | Internationaal filmfestival van Toronto                                |
| 10 september 2016  | Toen mijn vader een struik werd                               | Nederland / België / Hongarije                                                                            | Internationaal filmfestival van Toronto                                |
| 10 september 2016  | Lady Macbeth                                                  | Verenigd Koninkrijk                                                                                       | Internationaal filmfestival van Toronto                                |
| 10 september 2016  | Lion                                                          | Australië / Verenigde Staten / Verenigd Koninkrijk                                                        | Internationaal filmfestival van Toronto                                |
| 10 september 2016  | Powidoki (Afterimage)                                         | Polen | Internationaal filmfestival van Toronto                                |
| 10 september 2016  | The Secret Scripture                                          | Ierland                                                                                                   | Internationaal filmfestival van Toronto                                |
| 11 september 2016  | Le Ciel Flamand                                               | België | Internationaal filmfestival van Toronto                                |
| 11 september 2016  | Daguerrotype                                                  | Frankrijk / België / Japan                                                                                | Internationaal filmfestival van Toronto                                |
| 11 september 2016  | Denial                                                        | Verenigd Koninkrijk / Verenigde Staten                                                                    | Internationaal filmfestival van Toronto                                |
| 11 september 2016  | Sing                                                          | Verenigde Staten                                                                                          | Internationaal filmfestival van Toronto                                |
| 12 september 2016  | The Curse of Robert the Doll                                  | Verenigd Koninkrijk                                                                                       |                                                                        |
| 13 september 2016  | Deepwater Horizon                                             | Verenigde Staten                                                                                          | Internationaal filmfestival van Toronto                                |
| 17 september 2016  | Storks                                                        | Verenigde Staten                                                                                          | Los Angeles                                                            |
| 18 september 2016  | The Edge of Seventeen                                         | Verenigde Staten                                                                                          | Internationaal filmfestival van Toronto                                |
| 20 september 2016  | The Girl on the Train                                         | Verenigde Staten                                                                                          | Londen                                                                 |
| 21 september 2016  | De held                                                       | Nederland                                                                                                 | Nederlands Film Festival                                               |
| 22 september 2016  | Riphagen                                                      | Nederland                                                                                                 |                                                                        |
| 22 september 2016  | Tonio                                                         | Nederland                                                                                                 |                                                                        |
| 23 september 2016  | Parasol                                                       | België | Internationaal filmfestival van San Sebastian                          |
| 24 september 2016  | Een echte Vermeer                                             | Nederland                                                                                                 | Nederlands Film Festival                                               |
| 24 september 2016  | Meesterspion                                                  | Nederland                                                                                                 | Nederlands Film Festival                                               |
| 25 september 2016  | Miss Peregrine's Home for Peculiar Children                   | Verenigde Staten                                                                                          | Fantastic Fest Austin                                                  |
| 26 september 2016  | Masterminds                                                   | Verenigde Staten                                                                                          | Los Angeles                                                            |
| 26 september 2016  | Split                                                         | Verenigde Staten                                                                                          | Fantastic Fest Austin                                                  |
| 27 september 2016  | Unsere Zeit ist jetzt                                         | Duitsland                                                                                                 | Berlijn                                                                |
| 8 oktober 2016     | 20th Century Women                                            | Verenigde Staten                                                                                          | New York                                                               |
| 8 oktober 2016     | Inferno                                                       | Verenigde Staten                                                                                          | Florence                                                               |
| 8 oktober 2016     | Trolls                                                        | Verenigde Staten                                                                                          | Filmfestival van Londen                                                |
| 12 oktober 2016    | My First Highway                                              | België / Nederland                                                                                        | Film Fest Gent                                                         |
| 12 oktober 2016    | Hart Beat                                                     | Nederland                                                                                                 |                                                                        |
| 13 oktober 2016    | Doctor Strange                                                | Verenigde Staten                                                                                          | Hong Kong                                                              |
| 13 oktober 2016    | Prooi                                                         | Nederland                                                                                                 |                                                                        |
| 14 oktober 2016    | The Accountant                                                | Verenigde Staten                                                                                          |                                                                        |
| 14 oktober 2016    | Billy Lynn's Long Halftime Walk                               | Verenigde Staten / Verenigd Koninkrijk / China                                                            | New York                                                               |
| 16 oktober 2016    | Jack Reacher: Never Go Back                                   | Verenigde Staten                                                                                          | New Orleans                                                            |
| 19 oktober 2016    | Ballerina                                                     | Canada / Frankrijk                                                                                        | Mon premier Festival                                                   |
| 19 oktober 2016    | De premier                                                    | België |                                                                        |
| 21 oktober 2016    | Ouija: Origin of Evil                                         | Verenigde Staten                                                                                          |                                                                        |
| 21 oktober 2016    | Boo! A Madea Halloween                                        | Verenigde Staten                                                                                          |                                                                        |
| 27 oktober 2016    | Hartenstrijd                                                  | Nederland                                                                                                 |                                                                        |
| 3 november 2016    | Fataal                                                        | Nederland                                                                                                 |                                                                        |
| 9 november 2016    | Allied                                                        | Verenigd Koninkrijk / Verenigde Staten                                                                    |                                                                        |
| 9 november 2016    | Crimi Clowns 2.0: Uitschot                                    | België |                                                                        |
| 9 november 2016    | Ma famille t'adore déjà!                                      | Frankrijk                                                                                                 |                                                                        |
| 10 november 2016   | Fantastic Beasts and Where to Find Them                       | Verenigd Koninkrijk / Verenigde Staten                                                                    | New York                                                               |
| 11 november 2016   | À fond                                                        | Frankrijk                                                                                                 | Festival du film de Sarlat                                             |
| 11 november 2016   | The Comedian                                                  | Verenigde Staten                                                                                          | AFI Fest                                                               |
| 11 november 2016   | Rules Don't Apply                                             | Verenigde Staten                                                                                          | AFI Fest                                                               |
| 11 november 2016   | Miss Sloane                                                   | Frankrijk / Verenigde Staten                                                                              | AFI Fest                                                               |
| 11 november 2016   | Shut In                                                       | Verenigde Staten                                                                                          |                                                                        |
| 14 november 2016   | Vaiana                                                        | Verenigde Staten                                                                                          | AFI Fest Animatiefilm                                                  |
| 14 november 2016   | De Zevende Hemel                                              | Nederland                                                                                                 | Amsterdam                                                              |
| 15 november 2016   | Bad Santa 2                                                   | Verenigde Staten                                                                                          | New York                                                               |
| 16 november 2016   | Iris                                                          | Frankrijk                                                                                                 |                                                                        |
| 16 november 2016   | Les Têtes de l'emploi                                         | Frankrijk                                                                                                 |                                                                        |
| 17 november 2016   | Patriots Day                                                  | Verenigde Staten                                                                                          | AFI Fest                                                               |
| 19 november 2016   | To Stay Alive: A Method                                       | Nederland                                                                                                 | IDFA                                                                   |
| 19 november 2016   | Unknown Brood                                                 | Nederland                                                                                                 | IDFA                                                                   |
| 29 november 2016   | Silence                                                       | Verenigde Staten                                                                                          | Vaticaanstad                                                           |
| 6 december 2016    | The Great Wall                                                | China / Verenigde Staten                                                                                  | Peking                                                                 |
| 7 december 2016    | The Founder                                                   | Verenigde Staten                                                                                          | Hollywood                                                              |
| 7 december 2016    | Mees Kees langs de lijn                                       | Nederland                                                                                                 |                                                                        |
| 8 december 2016    | Soof 2                                                        | Nederland                                                                                                 |                                                                        |
| 9 december 2016    | Spectral                                                      | Verenigde Staten                                                                                          |                                                                        |
| 10 december 2016   | A Cure for Wellness                                           | Verenigde Staten / Duitsland                                                                              | Butt-Numb-A-Thon                                                       |
| 10 december 2016   | Rogue One: A Star Wars Story                                  | Verenigde Staten                                                                                          | Los Angeles                                                            |
| 13 december 2016   | Collateral Beauty                                             | Verenigde Staten                                                                                          | Dubai International Film Festival                                      |
| 13 december 2016   | Live by Night                                                 | Verenigde Staten                                                                                          |                                                                        |
| 13 december 2016   | Resident Evil: The Final Chapter                              | Australië / Canada / Duitsland / Frankrijk / Japan / Verenigde Staten / Verenigd Koninkrijk / Zuid-Afrika | Tokio                                                                  |
| 14 december 2016   | Assassin's Creed                                              | Verenigde Staten                                                                                          | Hollywood                                                              |
| 14 december 2016   | Passengers                                                    | Verenigde Staten                                                                                          | Los Angeles                                                            |
| 14 december 2016   | Pippa                                                         | België |                                                                        |
| 16 december 2016   | Fences                                                        | Verenigde Staten                                                                                          |                                                                        |
| 17 december 2016   | Ghost Rockers - Voor altijd?                                  | België |                                                                        |
| 25 december 2016   | Hidden Figures                                                | Verenigde Staten                                                                                          |                                                                        |
| 25 december 2016   | Gold                                                          | Verenigde Staten                                                                                          |                                                                        |
| 26 december 2016   | Red Dog: True Blue                                            | Australië                                                                                                 |                                                                        |
| 29 december 2016   | Onze Jongens                                                  | Nederland                                                                                                 |                                                                        |

1870-1879 · 1880-1889 · 1890 · 1891 · 1892 · 1893 · 1894 · 1895 · 1896 · 1897 · 1898 · 1899 · 1900 · 1901 · 1902 · 1903 · 1904 · 1905 · 1906 · 1907 · 1908 · 1909 · 1910 · 1911 · 1912 · 1913 · 1914 · 1915 · 1916 · 1917 · 1918 · 1919 · 1920 · 1921 · 1922 · 1923 · 1924 · 1925 · 1926 · 1927 · 1928 · 1929 · 1930 · 1931 · 1932 · 1933 · 1934 · 1935 · 1936 · 1937 · 1938 · 1939 · 1940 · 1941 · 1942 · 1943 · 1944 · 1945 · 1946 · 1947 · 1948 · 1949 · 1950 · 1951 · 1952 · 1953 · 1954 · 1955 · 1956 · 1957 · 1958 · 1959 · 1960 · 1961 · 1962 · 1963 · 1964 · 1965 · 1966 · 1967 · 1968 · 1969 · 1970 · 1971 · 1972 · 1973 · 1974 · 1975 · 1976 · 1977 · 1978 · 1979 · 1980 · 1981 · 1982 · 1983 · 1984 · 1985 · 1986 · 1987 · 1988 · 1989 · 1990 · 1991 · 1992 · 1993 · 1994 · 1995 · 1996 · 1997 · 1998 · 1999 · 2000 · 2001 · 2002 · 2003 · 2004 · 2005 · 2006 · 2007 · 2008 · 2009 · 2010 · 2011 · 2012 · 2013 · 2014 · 2015 · 2016 · 2017 · 2018 · 2019 · 2020 · 2021 · 2022 · 2023 · 2024 · 2025